# Landwind

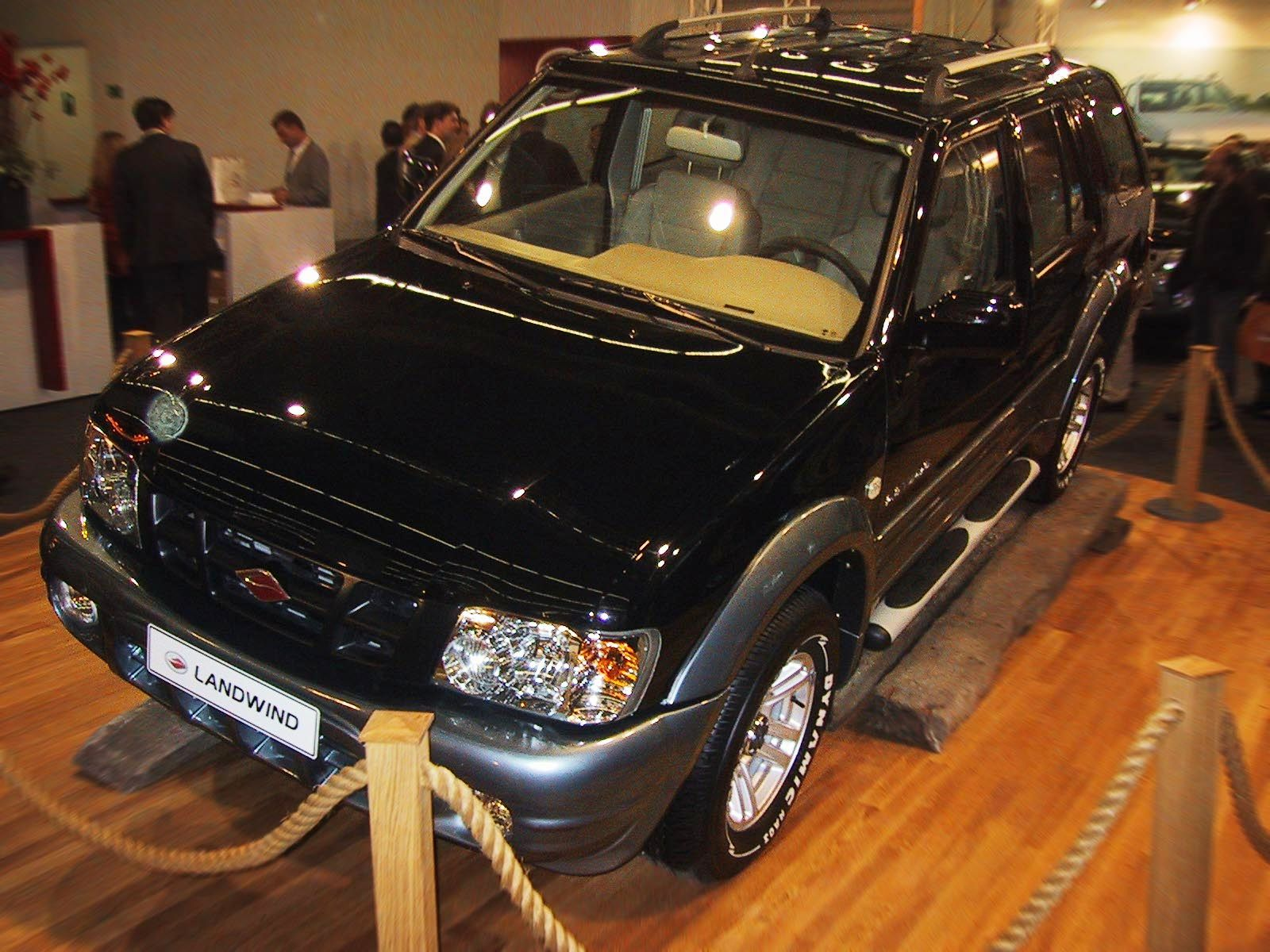
Modelo Landwind no IAA

Landwind é uma marca de veículo utilitário esportivo, fabricado pela Jiangling Motors.

## Motorização
- 2.0 L - 115 cv (84 kW)
- 2.4 L - 125 cv (92 kW)
- 2.8 L diesel - 92 cv (68 kW)

## Segurança
O Modelo obteve resultado bastante desfavorável nos teste de impacto.